# Готфрид III фон Близгау
Готфрид III фон Близгау (на немски: Gottfried III Graf im Bliesgau; † сл. 1098) е граф в Близгау през 1075/1098 г. в Саарланд в Германия.

## Произход и наследство
Той е син на граф Фолмар III фон Мец († 1087) и съпругата му Юдит. Внук е на граф Готфрид фон Мец († 1051/1055). Брат е на граф Фолмар IV фон Мец и Хомбург († 1111).
През 1075/1098 г. император Хайнрих IV прави дарение на абатството в Хорнбах в графството Близгау на граф Готфрид III. Неговите наследници се наричат „графове фон Близкастел“.

## Фамилия
Готфрид III фон Близгау се жени за Матилда фон Люксембург († 1070), дъщеря на граф Конрад I фон Люксембург († 1086) и Клеменция Аквитанска († 1142). Те имат децата:
- Готфрид I фон Близкастел († сл. 1127), граф на Близкастел (1087/1127), женен за жена от Лотарингия
- Фолмар фон Хюнебург († сл. 1133), граф на Хюнебург (1105/1133)
- Хедвиг фон Близкастел, омъжена за бургграф Герхард фон Майнц
- (вер.) Дитрих фон Дагсбург (* пр. 1129; † 1150), ландграф в елзаския Нордгау